# Jordan Barrett
Jordan Kale Barrett (Byron Bay, 2 de dezembro de 1997) é um modelo australiano. Em Dezembro de 2016 foi selecionado pelo conceituado site models.com como Modelo do Ano. Em 2017 foi distinguido como Modelo Internacional do Ano pela GQ  Portugal. 
Foi capa da GQ Portugal de Fevereiro de 2018, em conjunto com a modelo Barbara Palvin.

## Carreira
Jordan foi descoberto com 14 anos por um agente da IMG Austrália. Em Setembro de 2015 protagonizou uma campanha e a capa da revista VMAN e Arena Homme+ SS Magazine, fotografado por Stephen Klein.
Barrett já apareceu em campanhas para marcas como Tom Ford, Balmain, Versace, Moschino ou até Coach.

## Vida pessoal
Jordan é várias vezes referido como o bad boy ou o rebelde do mundo da moda devido à sua conduta e ao modo deboche e libertino de encarar a vida. É filho do dealer australiano Adrian Barrett.

Em Janeiro de 2016 desmentiu rumores de que namorava Paris Hilton.